# Птицы (фильм, 2001)
«Птицы — странствующий народ» (фр. Le Peuple migrateur) — документальный фильм Жака Перрена и др.

## Сюжет
Фильм повествует о долгом и насыщенном событиями пути перелётных птиц с разных уголков планеты. Большая часть картины снята прямо в воздухе в предельной близости к летящим птицам, что создаёт уникальные образы и, в какой-то мере, даже эффект присутствия для зрителя. Фильм был номинирован на премию «Оскар» в 2003 году в категории «Лучший документальный полнометражный фильм».

Привязанные к земле, видя летящих птиц в небе, мы принялись за съёмки. Мы должны были подняться выше, к птицам, на расстояние предельной досягаемости. Как мы могли это осуществить? Человек мечтал о птицах с начала времён. Можно ли представить себя среди первых, превративших мечту в реальность? Я всегда буду хранить в памяти тот момент, когда нам это удалось…
…Что если мы отправимся в одно из самых невероятных путешествий, что если покинув города и сёла мы отправимся в тур по всей планете? Что если однажды мы поймём, что границ не существует, что Земля одна и только. Что если мы научимся быть свободными как птицы?
— Жак Перрен

## Награды
- 2002 — Премия «Сезар» за лучший монтаж (Мари-Жозеф Йойотт).
- 2003 — Премия общества кинокритиков Бостона за лучшую операторскую работу.
- 2003 — Премия Motion Picture Sound Editors за лучший звуковой монтаж в иностранных фильмах (Джина Пинье, Мишель Кривелларо).
- 2003 — Премия New York Film Critics Online за лучший документальный фильм.
- 2003 — включение в список 5 лучших документальных фильмов по версии Национального совета кинокритиков США[3].

## Дополнительные факты
- 4 года съёмок на всех континентах Земли;
- 8 съёмочных групп;
- более 450 человек было задействовано в проекте;
- в записи саундтрека к фильму участвовали Ник Кейв и Роберт Уайатт.